# Wąż czułkowy
Wąż czułkowy (Erpeton tentaculatum) – gatunek węża z rodziny Homalopsidae.

## Występowanie
Występuje w Tajlandii, Kambodży i Wietnamie. Żyje w płytkich, silnie zarośniętych zbiornikach wodnych.

## Morfologia
Osiąga do 70 cm długości. Głowa płaska, szeroka, częściowo pokryta małymi tarczkami. Tarczki na brzuchu są bardzo wąskie. Na końcu pyska, pod otworami nosowymi znajdują się dwa skierowane ku przodowi, ruchliwe, miękkie i pokryte małymi łuskami wyrostki o długości 6–7 mm. Są one silnie unaczynione i ukrwione i stanowią swoisty narząd zmysłów umożliwiający mu orientację w mętnej wodzie. Grzbiet jest szary, brązowy lub oliwkowobrązowy z kilkoma podłużnymi, ciemnymi pasami. Linieje bardzo rzadko, w związku z czym jego skórę porastają nitkowate glony stanowiące element maskujący.

## Biologia
Węże czułkowe żywią się rybami. Potrafią zapobiegać ucieczce swojej ofiary poprzez osłupienie jej ruchem ciała jeszcze przed przypuszczeniem ataku. Są w stanie przewidzieć zachowanie ryb – według badań przeprowadzonych przez Kennetha Catanię u węży czułkowych wynika to z przystosowań układu nerwowego, mimo iż normalnie wymagałoby nauczenia się go.

### Rozród
Wąż czułkowy jest jajożyworodny.